# Épinay-sous-Sénart
Épinay-sous-Sénart är en kommun i departementet Essonne i regionen Île-de-France i norra Frankrike. Kommunen ligger i kantonen Épinay-sous-Sénart som tillhör arrondissementet Évry. År 2022 hade Épinay-sous-Sénart 11 783 invånare.

## Befolkningsutveckling
Antalet invånare i kommunen Épinay-sous-Sénart
| Referens: INSEE |